# Meister der Verkündigung an die Hirten

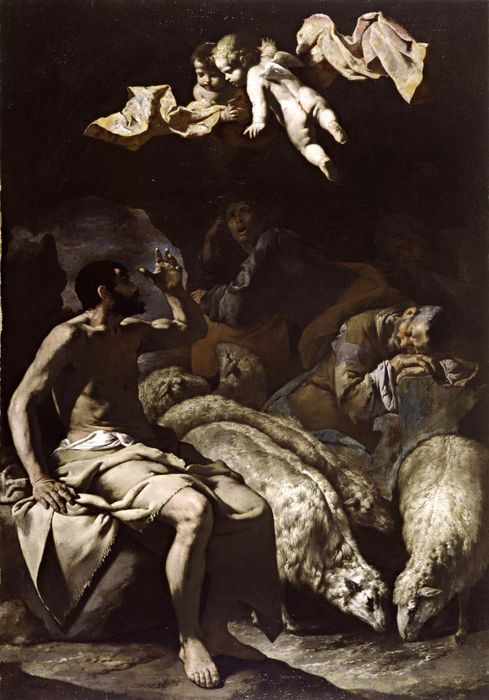
Verkündigung an die Hirten, Neapel, um 1630; City of Birmingham Museum

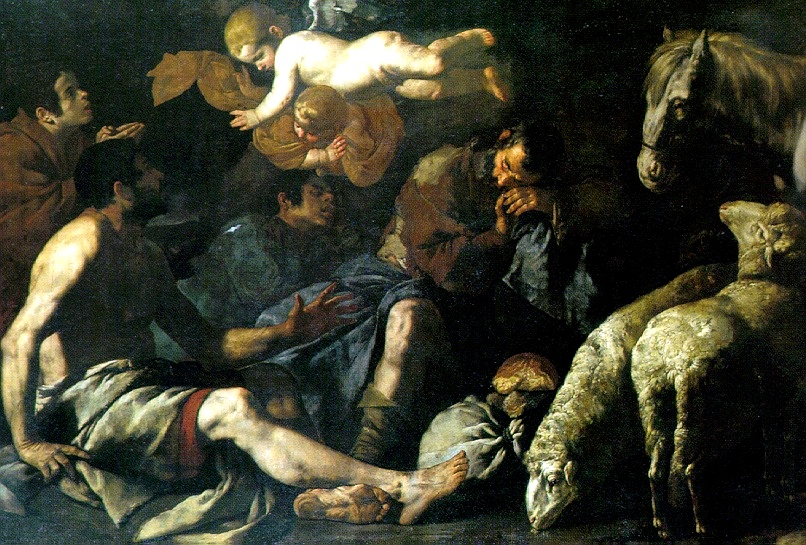
Verkündigung an die Hirten, Neapel, um 1630; Museo di Capodimonte

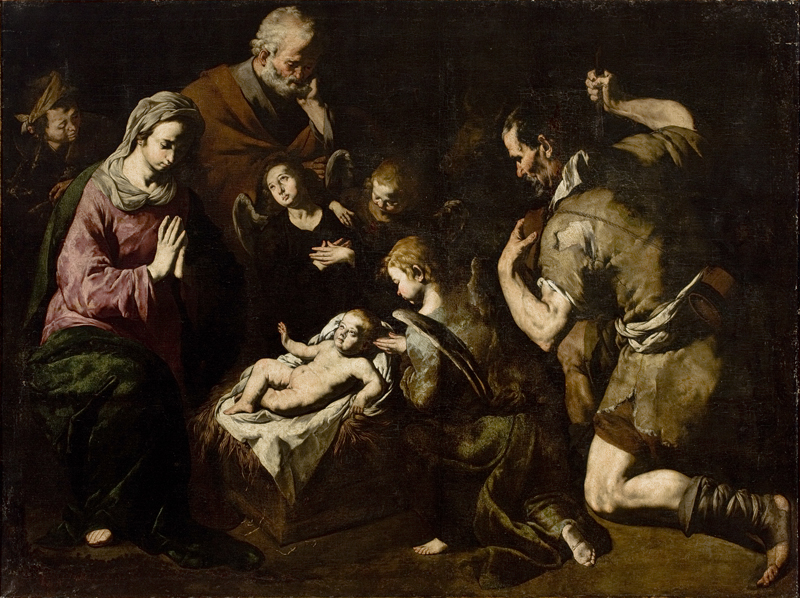
Verkündigung an die Hirten, Neapel, um 1630; Museu de Arte de São Paulo

Als Meister der Verkündigung an die Hirten (italienisch Maestro dell'Annuncio ai Pastori) wird ein zwischen 1620 und 1660 tätiger neapolitanischer Maler bezeichnet. Der namentlich nicht sicher bekannte Künstler erhielt seinen Notnamen nach dem von ihm geschaffenen Bild der Verkündigung an die Hirten, das heute im City of Birmingham Museum aufbewahrt wird.

## Bild
Das Bild zeigt drei wachende bzw. schlafende Hirten in einfacher Kleidung oder in Decken gehüllt inmitten ihrer Schafe. Im Nachthimmel über ihnen erscheinen zwei hell beleuchtete kindliche Engel (Putten), die auch als Lichtquelle für die ganze Szenerie fungieren. Die Farbpalette des Malers ist bewusst auf düstere Grau-Braun-Töne reduziert.
Der Meister hat das Motiv der Verkündigung an die Hirten und deren Anbetung des Jesuskindes mehrfach aufgegriffen und in realistischer Weise dargestellt. So finden sich weitere seiner Bilder mit diesem Motiv im Museo di Capodimonte in Neapel oder im Museu de Arte in São Paulo. Wie das namengebende Bild in Birmingham stellen auch sie arme, zerlumpte Schäfer in harter Realität dar, deren wettergegerbte Gesichter den Betrachter zur Anteilnahme an der im Bildthema mitschwingenden Hoffnung auf Besserung und Erlösung im Diesseits oder im Jenseits auffordern.

## Bewertung
Der Meister der Verkündigung an die Hirten gilt als einer der bedeutenden Barockmaler in Neapel. Er ist der Hauptvertreter einer Künstlergeneration, zu der auch Francesco Fracanzano und Francesco Guarino zählen, die in naturalistischem und detailgetreuem Stil neben der Religiosität auch die realen gesellschaftlichen Zustände der Stadt darstellen wollen.

## Hypothesen
Eventuell stammte der Meister der Verkündigung an die Hirten – wie der ebenfalls bis 1652 in Neapel tätige Jusepe de Ribera – ursprünglich aus Spanien, denn Werke Riberas waren auch in Spanien bekannt und hatten einen nicht unerheblichen Einfluss auf die dortige Kunst. Stilistisch zeigt es daneben auch Parallelen zum Frühwerk des spanischen Barockmalers Diego Velasquez.
Es wird vorgeschlagen, den Meister der Verkündigung an die Hirten mit Bartolomeo Bassante zu identifizieren. Aber es könnte sich bei ihm auch um Giovanni Do oder Nunzio Rossi handeln. Weiter wurde Antonio de Bellis oder Bernardo Cavallino vermutet. Jedoch bleiben alle Identifizierungsversuche umstritten.

## Weitere Werke
Im Laufe der Zeit wurde dem Meister der Verkündigung an die Hirten ein größerer Werkkatalog zugeordnet, der neben Bildern in Birmingham, Neapel und São Paulo auch Werke enthält, die heute in London, Madrid oder München ausgestellt werden. Einige Werke sind weiter in Privatbesitz. In letzter Zeit werden diese Werke meist unter dem Namen des Bartolomeo Bassante geführt, von dem nur zwei signierte Bilder bekannt sind.